# Route provinciale 202d (Madagascar)
Pour les articles homonymes, voir Route 202.
La route provinciale 202d (RP 202d) ou route d'intérêt provincial 202d  est une route non goudronnée de la région de Sava, à Madagascar.

## Description
Inaugurée en 2016, la route RP 202d à une longueur de 31,4 kilomètres et relie Nosiarina, Bemanevika et Tanambao Daoud.